# 劉章 (城陽王)

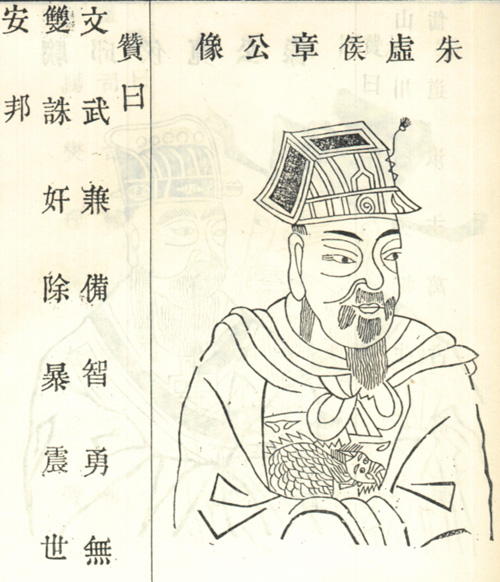

劉章（前200年—前177年），漢高祖之孫，齊悼惠王劉肥之子，呂后時期受封朱虛侯，並被迫娶呂氏一族呂祿的女兒，但在呂后歿後，劉章加入了消滅諸呂的行列，因此功受漢文帝封王，諡城陽景王。新莽滅亡後，赤眉軍尋得劉章後裔劉盆子，立之為王。

## 生平
西元前180年，七月，呂后患病，劉章及其弟劉興居被安排入宮，與周勃、陳平當內應。
九月，呂后辭世後，诸吕密谋铲除刘氏势力。吕禄的女儿将诸吕的密谋告诉丈夫劉章，劉章密告哥哥齊王劉襄，劉襄舉兵反呂，並聯絡其他諸侯，一同诛吕安刘。太尉周勃掌握北軍，劉章率千人入未央宮，殺丞相呂產，因為平定諸呂一族有功，一度被汉文帝许诺封赵王，但後來文帝得知，刘章當時意在拥立兄长齐王刘襄即帝位，不快。文帝二年（前178年）二月乙卯封他为城陽王。文帝三年薨，諡景。

## 后事
由於朱虛侯劉章在诛吕安刘上有很大的功勞，駱賓王在《為徐敬業讨武曌檄》中，感歎無人如劉章一樣敢出面制止聲討武后一族的跋扈。
劉章死後，成為當地信仰之鄉土神。

## 子女
- 劉喜，城陽恭王

## 妻妾
呂氏（吕禄之女），在誅呂安劉政變当天晚上，太尉周勃遣人分部悉捕诸吕男女，无少长皆斩之的時候遭殺害

## 族裔
- 後代劉盆子，為新朝赤眉軍擁立的皇帝
- 晉朝人劉毅[3]、劉超[4]為其後代

| 前任： 首任 | 西漢城陽王 前178年—前177年 | 繼任： 子劉喜 |

## 影視形象
- 2010年《美人心計》由馮紹峰飾演 劉章
- 2011年《大风歌》由周帅饰演 刘章